# 白勢黎吉

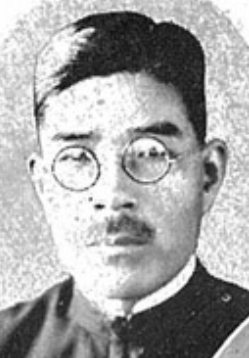
白勢黎吉

白勢 黎吉（しろせ れいきち、1883年〈明治16年〉3月9日 - 没年不詳）は、台湾総督府官僚。実業家。

## 経歴
新潟県北蒲原郡新発田町（現在の新発田市）出身。今井文三の二男として生まれ、白勢家を継いだ。1909年（明治42年）に東京帝国大学法科大学政治科を卒業し、高等文官試験に合格した。台湾総督府鉄道部書記、同事務官、交通局理事、鉄道部長兼総務課長、交通局総長を歴任した。
退官した後は、台湾青果社長、常磐簡易火災保険会社常務取締役、東海運輸株式会社社長、台湾土地建物株式会社取締役、台湾乗合自動車事業組合理事長、台湾自動車事業組合連合理事などを務めた。